# Marie Étienne de Barbot

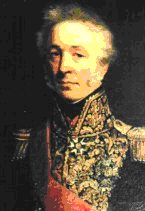
Marie Étienne de Barbot

Marie Étienne de Barbot (* 2. April 1770 in Toulouse; † 16. Februar 1839 ebenda) war ein französischer Général de division. Am 3. Juni 1816 wurde ihm von König Ludwig XVIII. der Titel eines Lieutenant-général verliehen.

## Leben
Barbot war ein Sohn des Juristen Pierre Barbot, Lieutenant des Sénéchal und Repräsentanten von Toulouse und dessen zweiter Ehefrau Antoinette de Chamouin. Ab 1781 besuchte er die Militärakademie in Sorèze. Er war ein begeisterter Anhänger der Revolution und wurde auch schon früh ein Parteigänger Napoleons.
Seine militärische Karriere begann er als Sous-lieutenant dann Capitaine der „Grenadiers der Garde nationale“ von Toulouse. 1791 wurde er  Capitaine in einem Bataillon der „Volontaires de la Haute-Garonne“ und 1791 zum Lieutenant-colonel befördert. Im Jahre 1792 nahm er am Feldzug nach Savoyen und 1791 an der Belagerung von Toulon teil.
Danach wurde er der „Armée des Pyrénées Orientales“ zugeteilt und nahm am Feldzug nach Spanien teil. Er kämpfte im Gefecht bei Boulou, bei der Belagerung des Fort Saint-Elmo, in der Schlacht am  Montagne Noire (1794) und der Belagerung von Rosas. Seine Fähigkeiten brachten ihm noch im gleichen Jahr die Beförderung zum Chef de brigade ein.
Nach dem Frieden von Basel (20. Juni 1795) konnte Barbot wieder nach Frankreich zurückkehren. Zu Hause heiratete er Elisabeth, eine Tochter des Juristen Joseph d’Aubian und dessen Ehefrau Jeanne Duclos de Laas. Sie hatten fünf Kinder: Adèle (* 1796), Émile (* 1797), Théophile (* 1799), Nathalie (* 1808) und Louise (* 1816).
Als Stabschef wurde Barbot 1795 der Westarmee zugeteilt und kämpfte beim Aufstand der Vendée.
1804 kam er als Stabschef von Général Joseph Lagrange auf die Antillen.
Ab 1808 kämpfte er in den  Napoleonischen Kriegen auf der Iberischen Halbinsel. Er war an der Schlacht bei Medina de Rioseco (14. Juni 1808), in der Schlacht bei Burgos (10. November 1808), der Schlacht bei La Coruña (16. Januar 1809), der Schlacht bei Braga (20. März 1809) sowie der Ersten Schlacht bei Oporto (29. März 1809) beteiligt.
Barbot kämpfte in der für Frankreich verlorenen Schlacht bei Buçaco (27. September 1810), in der für Frankreich verlorenen Schlacht bei Sabugal (3. April 1811), bei der gescheiterten Belagerung von Almeida (16. Mai 1811) und in der für Frankreich verlorenen Schlacht bei Salamanca (22. Juli 1812).
Unter Führung von Maréchal Nicolas Jean-de-Dieu Soult kehrte er nacht Frankreich zurück und kämpfte 1814 in der Schlacht bei Orthez (27. Februar) und der Schlacht bei Toulouse (10. April).
Nach der Schlacht bei Waterloo (18. Juni 1815) zog sich Barbot aus dem aktiven Dienst zurück und übernahm bis 1835 mehr militärisch-administrative Aufgaben als Lieutenant-général. In diesem Jahr wurde er offiziell in den Ruhestand verabschiedet. Er starb sechs Wochen vor seinem 69. Geburtstag am 16. Februar 1839 in seiner Heimatstadt und fand seine letzte Ruhestätte auf dem Friedhof von Terre-Cabade. Er ist in einem Mausoleum bestattet, welches der Bildhauer Bernard Griffoul-Dorval (1788–1861) ausschmückte.

## Ehrungen

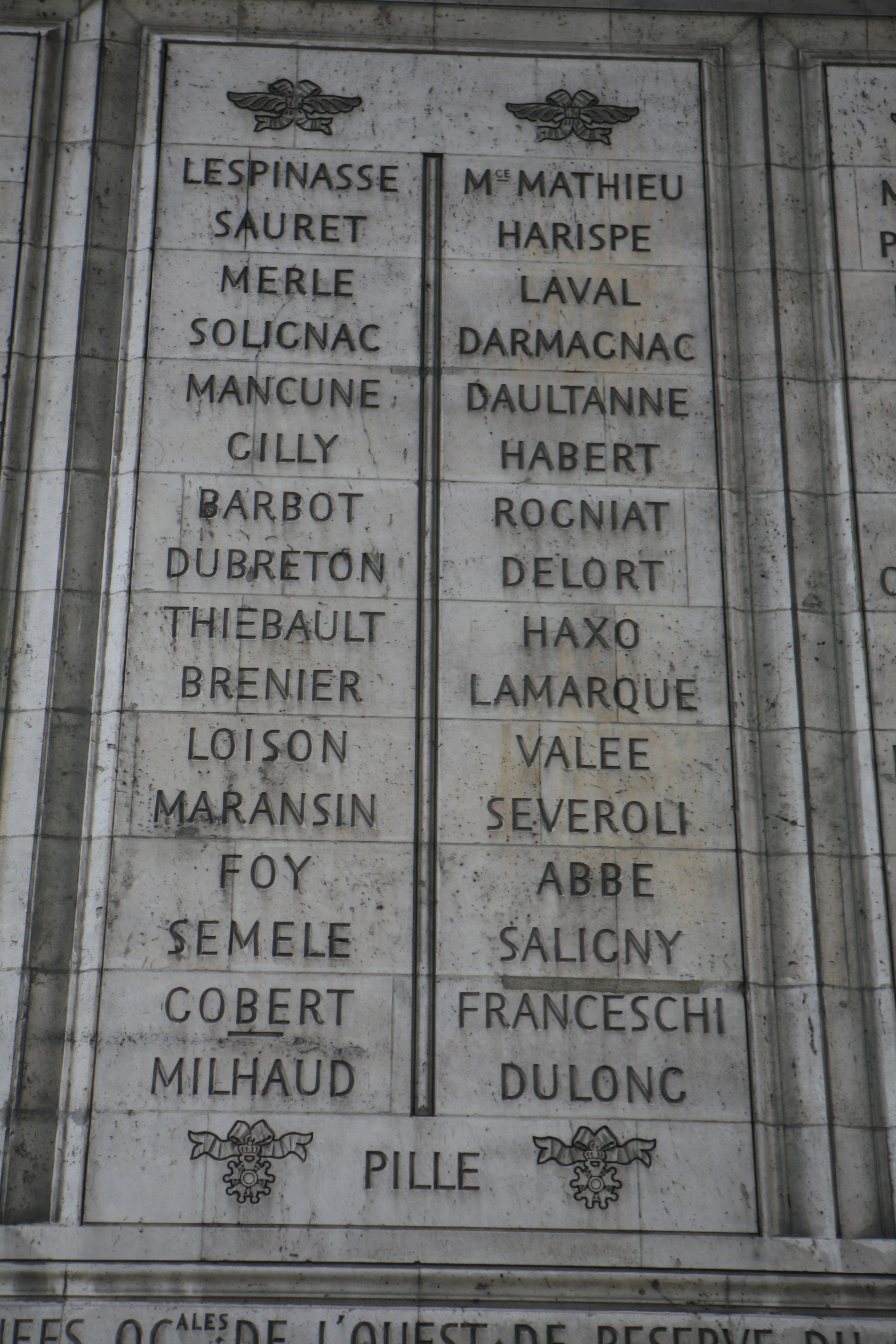
Name Barbots in der 35. Kolonne des Triumphbogens

- 5. Februar 1804 Chevalier der Ehrenlegion
- 14. Juni 1804 Officier der Ehrenlegion
- 22. November 1808 Baron de l'Émpire
- 1814 Chevalier des Ordre royal et militaire de Saint-Louis
- 9. August 1815 Commandeur der Ehrenlegion
- 24. Oktober 1825 Vicomte
- Sein Name findet sich am westlichen Pfeiler (35. Spalte) des Triumphbogens am Place Charles-de-Gaulle (Paris).